# Virginia valeriae
Virginia valeriae is een slang uit de familie toornslangachtigen (Colubridae) en de onderfamilie waterslangen (Natricinae).

## Naam en indeling
De wetenschappelijke naam van de soort werd voor het eerst voorgesteld door Spencer Fullerton Baird en Charles Frédéric Girard in 1853. Het is tegenwoordig de enige soort uit het monotypische geslacht Virginia, dat in hetzelfde jaar door Baird en Girard beschreven. De slang werd lange tijd tot het geslacht Haldea gerekend.
De soortaanduiding valeriae is een eerbetoon aan Valeria Biddle Blaney (1828 – 1900), die het eerst beschreven exemplaar ving en een neef was van Baird.

## Uiterlijke kenmerken
De slang blijft klein en bereikt een totale lichaamslengte van 18 tot 25 centimeter met uitschieters tot 39 cm. De lichaamskleur is grijs tot roodbruin, soms met een lichtere dorsale streep. De schubben zijn gekield, er zijn vijftien tot zeventien rijen schubben in de lengte aanwezig op het midden van het lichaam.

## Verspreiding en habitat
Virginia valeriae komt voor in delen van Noord-Amerika en leeft endemisch in de Verenigde Staten. De slang is aangetroffen in de staten Texas, Oklahoma, Louisiana, Indiana, Illinois, Mississippi, Alabama, Georgia, Florida, South Carolina, North Carolina, Tennessee, Virginia, West Virginia, Kentucky, Missouri, Iowa, Kansas, Ohio, Maryland, Washington D.C., Delaware, New Jersey en Pennsylvania. De habitat bestaat uit bossen en scrublands. Ook in door de mens aangepaste streken zoals landelijke tuinen kan de slang worden aangetroffen.

## Beschermingsstatus
Door de internationale natuurbeschermingsorganisatie IUCN is de beschermingsstatus 'veilig' toegewezen (Least Concern of LC).

### Soorten
Er worden drie ondersoorten erkend, welke onderstaand zijn weergegeven met de auteur en het verspreidingsgebied.
| Naam                       | Auteur               | Verspreidingsgebied                                                          |
| -------------------------- | -------------------- | ---------------------------------------------------------------------------- |
| Virginia valeriae elegans  | Kennicott, 1859      | Verenigde Staten (Mississippi, Arkansas, Louisiana, Alabama, Texas, Illinois |
| Virginia valeriae pulchra  | Richmond, 1954       | Verenigde Staten (Pennsylvania, Maryland, Virginia)                          |
| Virginia valeriae valeriae | Baird & Girard, 1853 | Verenigde Staten (overige delen van het verspreidingsgebied)                 |